# Stylogomphus changi
Stylogomphus changi är en trollsländeart som beskrevs av Syoziro Asahina 1968. Stylogomphus changi ingår i släktet Stylogomphus och familjen flodtrollsländor. IUCN kategoriserar arten globalt som otillräckligt studerad. Inga underarter finns listade i Catalogue of Life.